# Rondibilis sikkimensis
Rondibilis sikkimensis là một loài bọ cánh cứng trong họ Cerambycidae.